# 내 주먹을 사라
내 주먹을 사라는 한국에서 제작된 김기덕 감독의 1966년 영화이다. 김지미 등이 주연으로 출연하였고 차태진 등이 제작에 참여하였다.

## 출연

### 주연
- 김지미
- 김기수
- 박노식

### 조연
- 전계현
- 이예춘
- 이빈화
- 최성
- 김무용

## 제작진
- 원작자: 김석야
- 조명: 박진수
- 녹음: 손인호
- 음향효과: 최형래
- 미술: 노인택